# کارگاه چوب‌بری
کارگاه چوب‌بری (انگلیسی: The Sawmill) یک فیلم کمدی صامت کوتاه آمریکایی به کارگردانی لری سمون و نورمن تاروگ است که در سال ۱۹۲۲ منتشر شد. از بازیگران این فیلم می‌توان به اولیور هاردی، لری سمون، ال تامپسون، ویلیام هابر و فرانک الکساندر اشاره کرد. این فیلم در حوالی دریاچۀ هیوم تصویربرداری شد.